# Command & Conquer (2013)
Command & Conquer (ook bekend als Command & Conquer: Generals 2) is een geannuleerd strategiespel van Victory Games, dat uitgegeven zou worden door Electronic Arts. De game werd onthuld op de Spike Video Game Awards 2011. Het spel, onderdeel van de Command & Conquer-serie, ging de opvolger zijn van Generals uit 2003. Het computerspel maakte gebruik van de Frostbite 2-engine, die ook in Battlefield 3 en Need for Speed: The Run werd gebruikt. Het spel zou free-to-play worden en betaalde uitbreidingsmogelijkheden via microtransacties bevatten.

## Gameplay
Command & Conquer: Generals 2 zou terugkeren naar de klassieke Command & Conquer-gameplay. Dit in tegenstelling tot Command & Conquer 4: Tiberian Twilight, het laatste deel in de serie voor Generals 2, waarin grote veranderingen geïntroduceerd werden. Onder andere het bouwen van een basis ging een terugkeer maken in Generals 2.

## Verhaal
Command & Conquer: Generals 2 speelt zich 10 jaar later af dan het eerste deel. In het spel heerst er in eerste instantie vrede, totdat een aantal politici worden vermoord tijdens een terroristische aanslag. Alleen de Generaals overleven deze aanslag, waarna er een oorlog uitbreekt tussen het Global Liberation Army (GLA), de Europese Unie (EU) en de Asian-Pacific Alliance (APA).

## Ontwikkeling
Generals 2 is het eerste deel in de serie welke ontwikkeld werd door Bioware Victory. Dit bedrijf is hiermee de derde ontwikkelaar die aan de serie heeft gewerkt. Na de release van de laatste game, Tiberium Twilight, die matig verkocht, vielen bij diens ontwikkelaar EA Los Angeles grote ontslagen.
De eerste aankondiging van een nieuw Command & Conquer-spel kwam in februari 2010, toen Electronic Arts een nieuwe studio genaamd Victory oprichtte. Veel oud-werknemers van EA Los Angeles werden aangenomen bij Victory en de studio meldde later op de officiële Command & Conquer-blog dat ze werkten aan een nieuw deel in de serie.

## Geannuleerd
Bij de aankondiging in 2011 werd gemeld dat het spel in 2013 uit zou komen. Op 29 oktober 2013 heeft EA Games echter bekendgemaakt dat de ontwikkeling van Command & Conquer gestaakt is. De reden hiervoor is de kritiek vanuit de groep alfatesters, waaruit EA Games geconcludeerd heeft dat het spel niet zou zijn geworden wat fans van de serie wilden.

### Systeemeisen
Generals 2 heeft minimaal een 2 GHz-dualcoreprocessor nodig, en verder wordt er 2 GB werkgeheugen en 20 GB vrije schijfruimte verwacht. Qua grafische kaart is 512 MB geheugen en DirectX 10 vereist. Verder is minimaal Windows Vista service pack 1 noodzakelijk.